# Jüdischer Friedhof (Hoym)

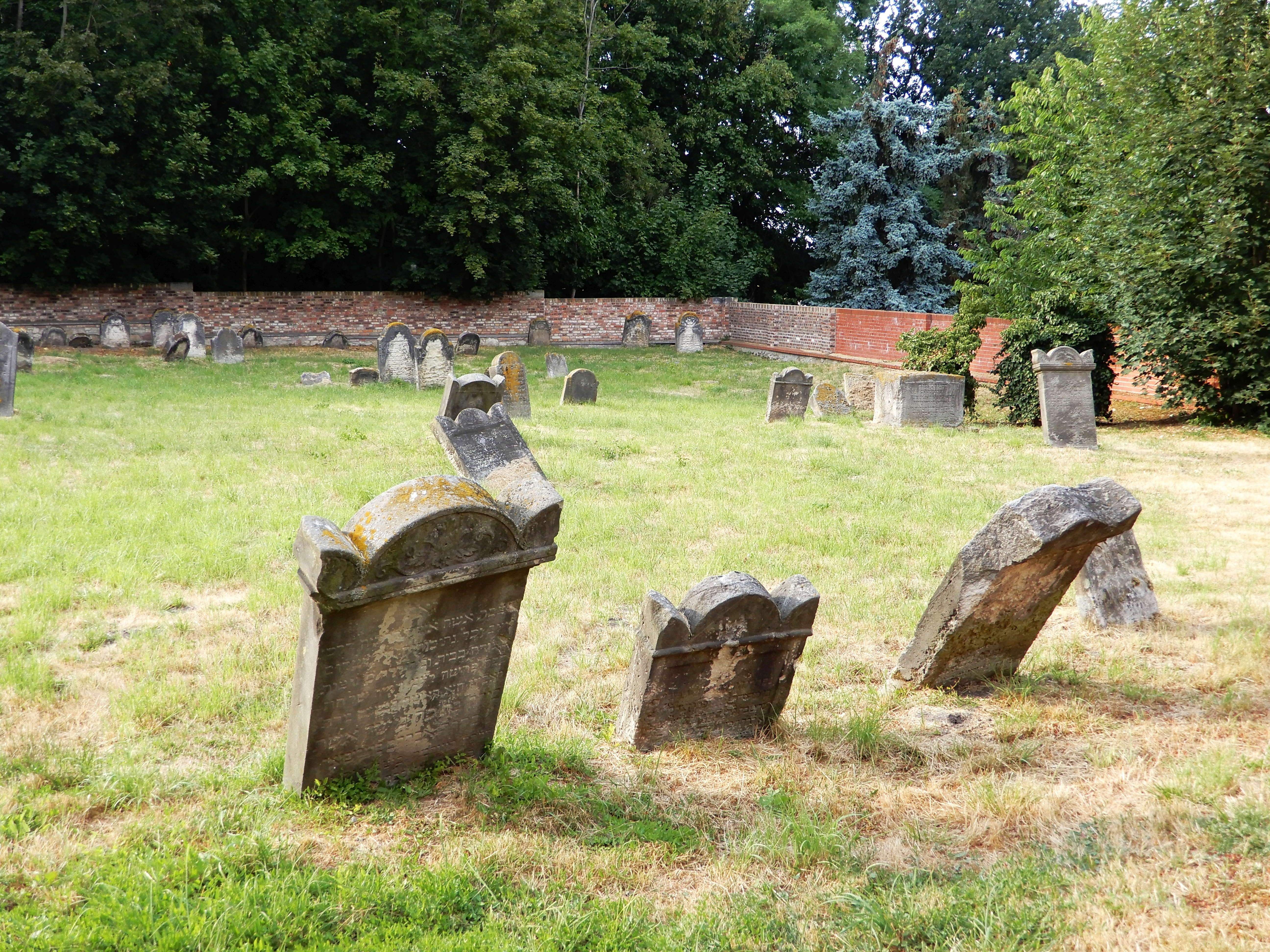
Jüdischer Friedhof Hoym

Der Jüdische Friedhof Hoym ist ein Friedhof in Stadt Hoym, einem Ortsteil der Stadt Seeland im Salzlandkreis in Sachsen-Anhalt. Er ist ein geschütztes Kulturdenkmal.
Der jüdische Friedhof, der von 1828 bis 1941 belegt wurde, liegt an der Straße „Am Gieseckenberg“. Er ist mit einer 1,80 Meter hohen Natursteinmauer umgeben. Es sind 53 Grabsteine erhalten.
Im Mai 2024 wurde am Eingangstor eine Gedenktafel angebracht mit dem Text: „Die jüdische Gemeinde von Hoym hatte hier ihren Friedhof. Nach dem Ende der Gemeinde 1907 gab es nur noch vereinzelte Bestattungen (hebräisch abgekürzt und deutsch:) Mögen ihre Seelen eingebunden sein in das Bündel der Lebendigen.“